# Figulus yujii
Figulus yujii es una especie de coleóptero de la familia Lucanidae.

## Distribución geográfica
Habita en Tokio (Japón).